# Klaus Oppenheimer
Klaus Oppenheimer (vollständiger Name Klaus Eduard Henry Oppenheimer, * 21. Dezember 1905 in Berlin; † 20. Mai 1986 in Leiden) war ein niederländischer evangelischer Theologe deutscher Herkunft.

## Leben
Klaus Oppenheimer, der Sohn des Augenarztes Eugen Oppenheimer und der Elisabeth geb. Märklin, studierte ab 1922 an den Universitäten zu Berlin, Freiburg und Kiel Philosophie, Geschichte und Klassische Philologie. Am 31. Mai 1933 wurde er als einer der letzten Studenten jüdischer Herkunft in Berlin zum Dr. phil. promoviert. In seiner Dissertation, die von Werner Jaeger und Ludwig Deubner betreut wurde, hatte er die Epitaphien (Gefallenenreden) bei Thukydides und in Platons Menexenos verglichen.
Schon während des Studiums hatte er sich der Theologie zugewandt. Über den persönlichen Kontakt mit Martin Niemöller und die Lektüre von Karl Barths Zeitschrift Theologische Existenz heute kam er zur Bekennenden Kirche. Um Verfolgung durch die Nationalsozialisten zu vermeiden, emigrierte Oppenheimer 1934 in die Niederlande und studierte an der Universität Groningen evangelische Theologie. Nach dem Examen arbeitete er 1938 als Hilfsprediger in Groningen und ab 1939 in Nieuw-Dordrecht. Er war weiterhin deutscher Staatsbürger und verweigerte während des Zweiten Weltkriegs den Militärdienst. 1945 nahm er die niederländische Staatsbürgerschaft an.
1946 ging Oppenheimer als Pfarrer nach Hallum, 1948 als Studentenpfarrer in die Universitätsstadt Leiden, wo er zuletzt von 1961 bis 1971 als Universitätsprediger wirkte. Während seiner Dienstzeit engagierte er sich in der Friedensarbeit. Nach seiner Emeritierung 1971 verfasste er theologische und moralische Denkschriften und Reflexionen und veröffentlichte seine gesammelten Erinnerungen, Kritiken und Interviews.
Klaus Oppenheimer war ab 1926 mit Ilse Clara Dassel verheiratet, ab 1964 in zweiter Ehe mit der Embryologin Arentje Oppenheimer-Dekker (1926–2014) verheiratet.

## Schriften (Auswahl)
- Zwei attische Epitaphien. Berlin 1933
- In de tijd der catastrofen. Mogeliijkheden en grenzen van verzet. Den Haag 1980
- De Kerk bij de tijd, buiten de tijd, tegen de tijd. Den Haag 1981
- Getuige van de tijd. Opstellen, kritieken, interviews, gesprekken 1938 tot 1984. Den Haag 1984
- Het kostbare leven. Overpeinzingen, observaties, herinneringen. Den Haag 1987